# Драммонд, Маргарет
Маргарет Драммонд (англ. Margaret Drummond, Queen of Scotland; род. около 1340 — умерла после 31 января 1375) — королева-консорт Шотландии (1364—1369), вторая жена короля Шотландии Давида II Брюса.

## Биография
Представительница клана Драммонд. Дочь сэра Малькольма де Драммонда, 10-го тана Леннокса (после 1295—1346) и Маргарет Грэм, графини Ментейта.
Первым мужем Маргарет был сэр Джон Лоуги (ум. 1363), от брака с которым у неё был единственный сын Джон Лоуги.
Для противодействия влиянию клана Стюартов король Шотландии Давид II Брюс помиловал в сентябре 1343 года Джона Лоуги, сына заговорщика против короля Роберта I Брюса в 1320 году, и вернул ему лордство Стратгартни на границе с графствами Ментейт и Леннокс. Стратгартни удерживали сэр Джон Ментейт из Аррана и семья Кнапдейл (линия дома Стюартов, а также бывшие хранителя Дамбартона и Ментейта). В 1346 году в битве при Невилл-Кроссе шотландский король Давид II Брюс потерпел поражение от англичан и был взят в плен, в котором он находился одиннадцать лет. После поражения при Невилл-Кроссе Роберт Стюарт, будучи хранителем Шотландии в отсутствие короля, разрешил Джону Ментейту владеть Стратгартни.
К 1361/1362 году Маргарет Лоуги была любовницей короля Давида II Брюса, который овдовел после смерти 14 августа 1362 года своей первой жены, английской принцессы Джоанны Тауэрской (1321—1362). Её брат, Малькольм Драммонд, стал коронером Перта и получил новые поместья в графстве, как и их дядя, Джон Драммонд, которому Давид II Брюс в 1360 году пожаловал титул графа Ментейта, игнорируя претензии сына Роберта Стюарта. После своего возвышения при королевском дворе Драммонды стали враждовать со Стюартами и Кэмпбеллами в 1350-х годах.
20 февраля 1364 года состоялось бракосочетание короля Давида II Брюса и Маргарет Лоуги. Её племянница Анабелла Драммонд впоследствии стала женой Джона Стюарта, будущего короля Шотландии Роберта III Стюарта. У Давида и Маргарет не было детей. 20 марта 1369 года Давид II Брюс развёлся с Маргарет по причине бесплодия. Давид Брюс планировал жениться на своей новой любовнице Агнессе Данбар. Однако Маргарет отправилась в Авиньон, на юге Франции, где обратилась за помощью к папе римскому Урбану V. Папа принял сторону Маргарет и отказался признать её развод с Давидом Брюсом. У Маргарет от первого брака с Джоном Лоуги был сын, а у короля Давида Брюса от двух браков не было детей. В 1371 году после смерти 46-летнего шотландского короля Давида II Брюса, не оставившего после детей, королевский престол занял его племянник, Роберт II Стюарт.
Маргарет пережила своего второго мужа и скончалась после 31 января 1375 года. Её похороны были оплачены папой римским Григорием XI.